# St Dunstan-in-the-East

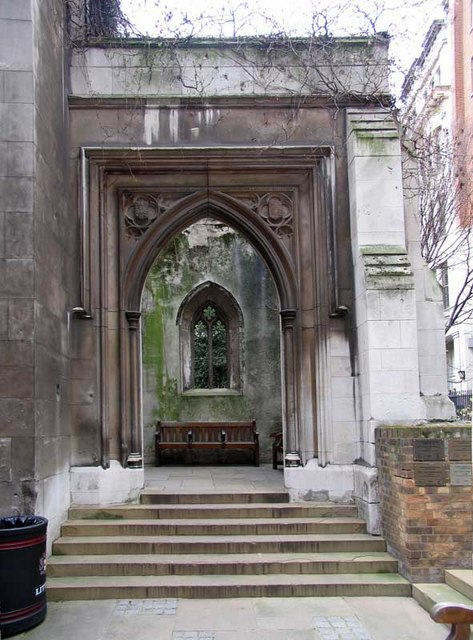
„Eingang“ in die Ruine

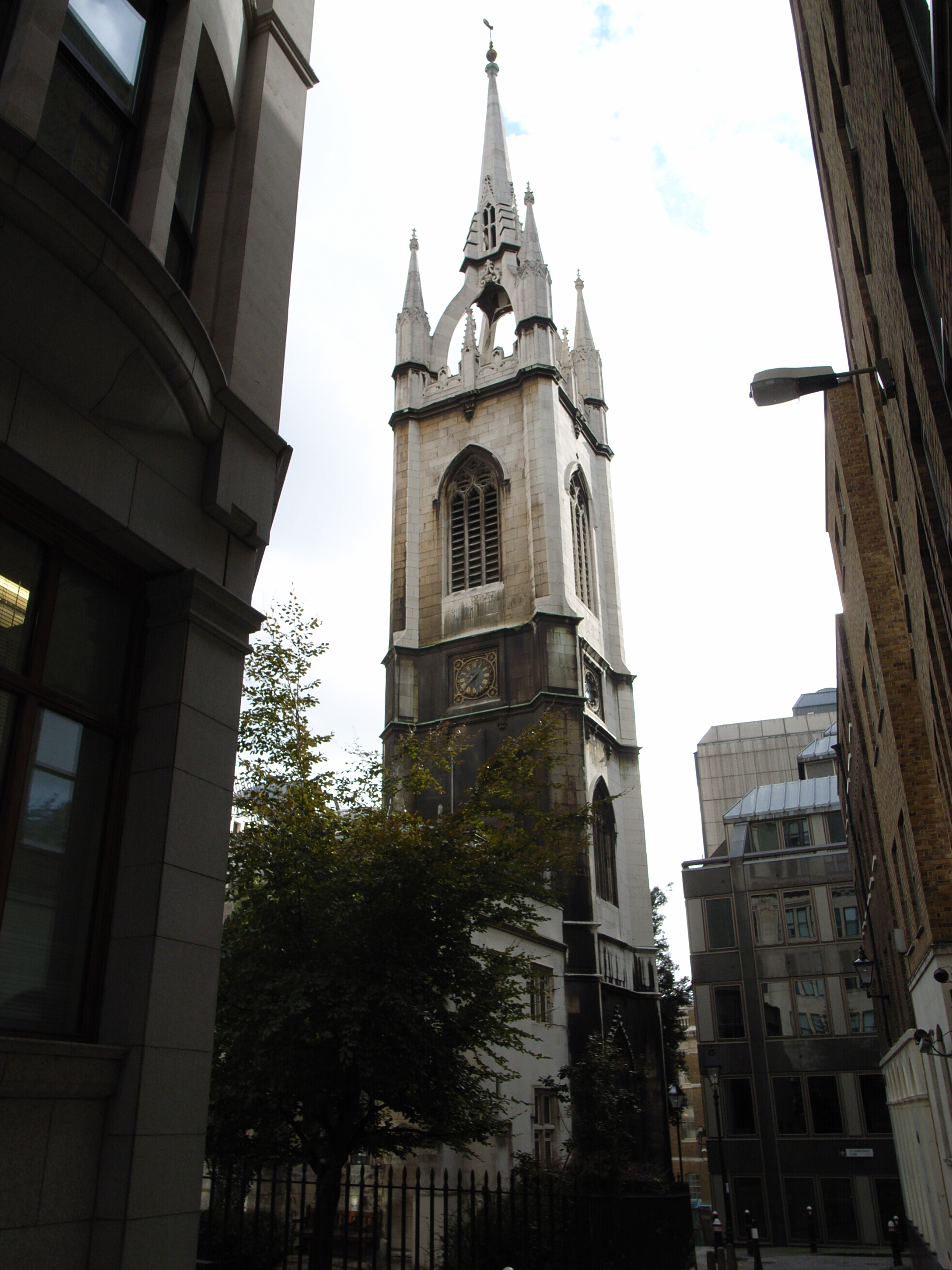
Kirchturm

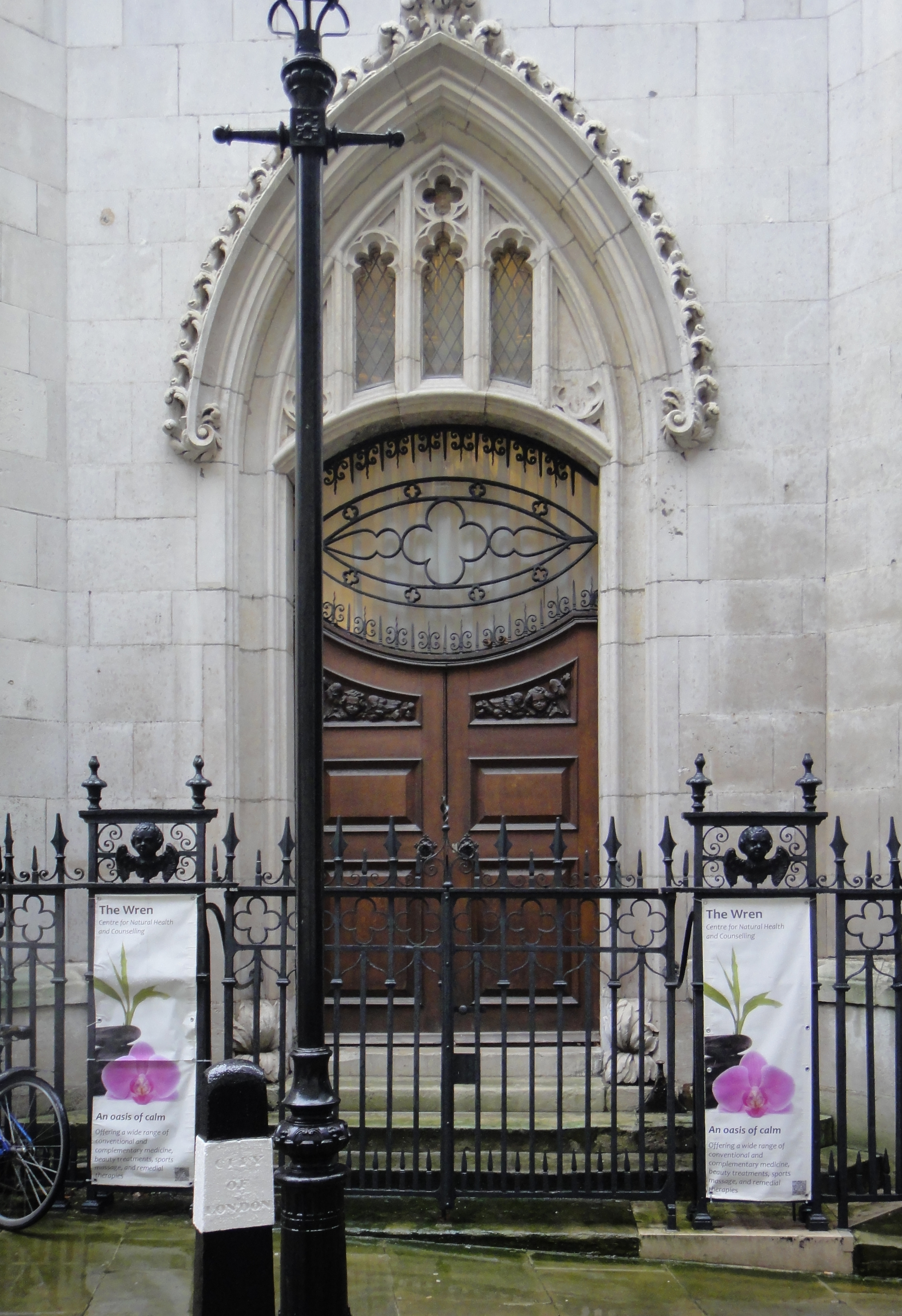
Eingang in den Turm

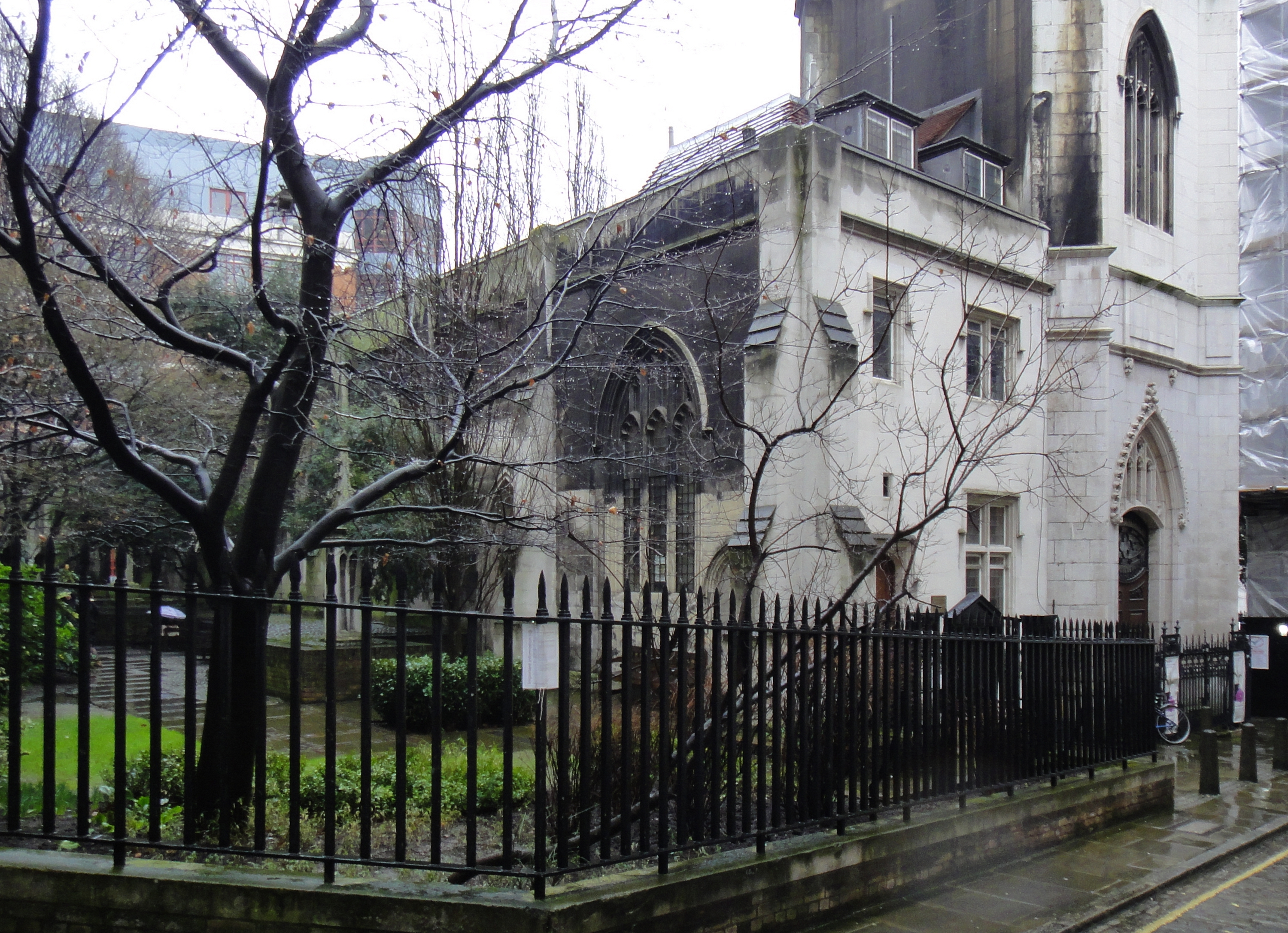
Kirchengebäude und Garten

St Dunstan-in-the-East ist eine ehemalige Kirche zwischen St Dunstan’s Hill und Idol Lane in der City of London. Das gotische Kirchenschiff wurde bei den deutschen Luftangriffen auf London zerstört, der nach Plänen von Christopher Wren erbaute Turm überstand das Bombardement. Die Ruine und der angrenzende Kirchhof dienen seit 1971 als Park. Die Ruine ist ein Listed Building. Sie liegt in der Eastcheap Conservation Area.
Gewidmet ist die Kirche Dunstan von Canterbury, dem ehemaligen Erzbischof von Canterbury. Den Namenszusatz „in-the-East“ trägt die Kirche zur Unterscheidung von St Dunstan-in-the-West, die sich am westlichen Rand der City of London befindet.

## Baugeschichte
St Dunstan wurde ursprünglich in der zweiten Hälfte des 13. Jahrhunderts im gotischen Stil gebaut. Die dazugehörige Gemeinde war eine der reichsten in London, so dass St Dunstan neben St Magnus the Martyr seinen Priestern die höchsten Gehälter zahlen konnte. Die Kirche wurde 1382 durch ein südliches Kirchenschiff erweitert und 1633 umfassend umgestaltet. Das entstehende Gebäude war eine der größeren Kirchen der Londoner City, aber dennoch deutlich kleiner als der ursprüngliche mittelalterliche Bau. Die neu verkleideten Außenmauern überstanden den Großen Brand von London 1666, Kirchturm und -spitze jedoch wurden zerstört.
Der Kirchturm wurde 1695 bis 1701 durch Christopher Wren gebaut. Der Steinmetz, der die Arbeiten ausführte, war Ephraim Beauchamp. Wren ließ den Turm, für sein Werk ungewöhnlicherweise, gotisch gestalten, um ihn der restlichen Kirche anzupassen. Es ist umstritten, ob Wrens Tochter Jane Einfluss auf die Gestaltung genommen hat. Die Gestaltung orientiert sich an St Giles’ Cathedral in Edinburgh. Wren war von Gestalt und Stabilität des Kirchturms der Legende nach so überzeugt, dass er ihn für quasi unzerstörbar hielt. Nachdem ihm 1703 mitgeteilt wurde, dass ein Tornado sämtliche Kirchturmspitzen der City zerstört hatte, antwortete er nur: „Sicher nicht die von St Dunstan.“ Der Kirchturm und seine Spitze überstanden den Tornado ebenso wie den Luftangriff der Deutschen.
Eine weitere Neugestaltung erfuhr die Kirche von 1817 bis 1821. Zu dieser Zeit stellte sich heraus, dass das Nach-Brands-Dach zu schwer für die mittelalterlichen Mauern war, und diese langsam auseinanderdrückte. David Laing gestaltete den Rest des Gebäudes, bis auf den Turm, großflächig um. Im Zweiten Weltkrieg wurde die Kirche zerbombt, der Turm blieb aber intakt. In ihm befindet sich heute ein Zentrum für Alternativmedizin. Die Kirchenglocken wurden 1953 erneuert. Allerdings läuteten sie nicht mehr, da sie den ohne Stütze durch das Gebäude stehenden Turm eventuell in seiner Stabilität gefährdet hätten. Beim Umbau 1970 wurden die Glocken wieder abgenommen, und sie stehen heute bei einem kalifornischen Winzer.
Nachdem die Ruine gut zwei Jahrzehnte gestanden hatte, beschloss die City of London Corporation 1967, das Gelände in einen Park umzuwandeln. 1970 eröffnete der Park. 1976 gewannen die beteiligten Landschaftsgärtner für die Umgestaltung einen Landscape Heritage Award. Die Kirche gehört zur Gemeinde von All Hallows-by-the-Tower. Gelegentlich finden dort heute noch Freiluftgottesdienste statt, wie beispielsweise am Palmsonntag. Danach zieht eine Prozession von St Dunstan zu All Hallows.

## Der Park
Bepflanzt ist der Park zu einem Großteil mit Kletter- und Schlingpflanzen, die an den Kirchenmauern wachsen. In der geschützten Umgebung der Ruine wachsen Pflanzen, die sich sonst im englischen Klima schwer tun. In der Mitte des Mittelschiffs befindet sich ein kleiner Brunnen. Der kleine Park liegt versteckt inmitten des mittelalterlichen Gassengewirrs in diesem Teil von London. Aufgrund der überraschenden Lage, und der Tatsache, dass er teilweise inmitten einer Ruine liegt, taucht der Park regelmäßig in Geheimtipplisten und Reiseführern für London auf. Dennoch wird er wochentags vor allem von den Angestellten der umliegenden Büros besucht, während er am Wochenende weitgehend verlassen daliegt.